# Vela nos Jogos Olímpicos de Verão de 1920 - 6 Metre
As provas da classe 6 Metre da vela nos Jogos Olímpicos de Verão de 1920 ocorreram entre 7 e 9 de julho daquele ano em Oostende, cidade costeira da Bélgica. Quatro corridas foram programadas em cada uma das disputas, tanto a que seguia a regra de 1907 como a de 1919. No total, 18 velejadores, em 6 barcos, de 2 nações, foram inscritos.

## Calendário
| ● | Competições desportivas | ● | Finais |

| Data                      | Julho | Julho | Julho | Julho  |
| Data                      | 7 Qua | 8 Qui | 9 Sex | 10 Sáb |
| ------------------------- | ----- | ----- | ----- | ------ |
| 6 Metre                   | ●     | ●     | ●     | ●      |
| Total de medalhas de ouro |       |       |       | 1      |

## Configuração do curso
O seguinte percurso foi usado durante as regatas olímpicas de 8 Metre de 1920 em todas as duas corridas:

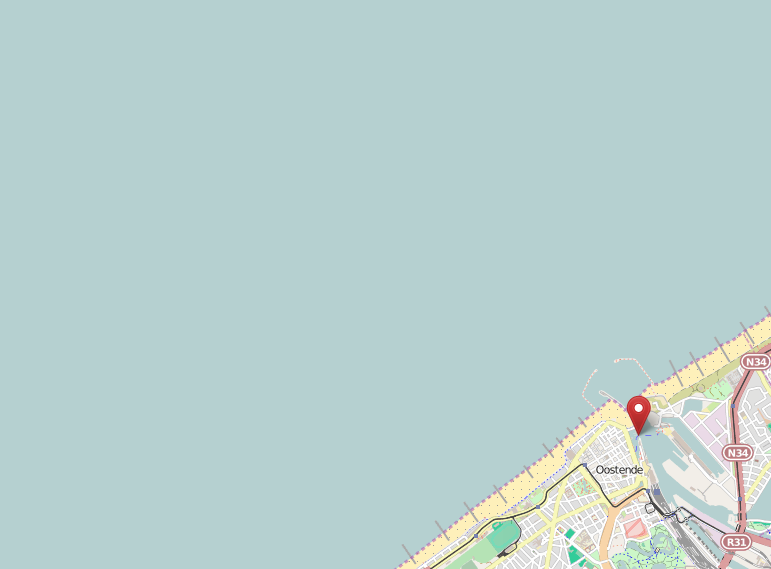
Área do curso

## Medalhistas
Na competição que seguia a Regra de 1907, o trio belga Émile Cornellie, Frédéric Bruynseels e Florimond Cornellie e conquistou a medalha de ouro. Já a medalha de prata ficou com os noruegueses Einar Torgersen, Leif Erichsen e Andreas Knudsen. Por fim, o bronze foi conquistado pelos também noruegueses Henrik Agersborg, Einar Berntsen e Trygve Pedersen.
|  | BEL Bélgica                                             |  | NOR Noruega                                   |  | NOR Noruega                                     |
|  | Émile Cornellie Frédéric Bruynseels Florimond Cornellie |  | Einar Torgersen Leif Erichsen Andreas Knudsen |  | Henrik Agersborg Einar Berntsen Trygve Pedersen |

Na Regra de 1919, consagraram-se campeões os noruegueses Andreas Brecke, Paal Kaasen e Ingolf Rød. O trio da Bélgica Léon Huybrechts, Charles Van Den Bussche e John Klotz ficou em segundo lugar com a prata.
|  | NOR Noruega                           |  | BEL Bélgica                                        |  |        |
|  | Andreas Brecke Paal Kaasen Ingolf Rød |  | Léon Huybrechts Charles Van Den Bussche John Klotz |  | nenhum |

## Resultados
Estes foram os resultados da competição:

### Regra de 1907
| Pos.              | Embarcação         | Tripulação                                              | 1ª regata | 1ª regata | 2ª regata | 2ª regata | 3ª regata | 3ª regata | 4ª regata | 4ª regata | Total |
| Pos.              | Embarcação         | Tripulação                                              | Pos.      | Pontos    | Pos.      | Pontos    | Pos.      | Pontos    | Pos.      | Pontos    | Total |
| ----------------- | ------------------ | ------------------------------------------------------- | --------- | --------- | --------- | --------- | --------- | --------- | --------- | --------- | ----- |
| Medalha de ouro   | Bélgica · Edelweiß | Émile Cornellie Frédéric Bruynseels Florimond Cornellie | 2         | 2         | 1         | 1         | 2         | 2         | —         | —         | 5     |
| Medalha de prata  | Noruega · Marmi    | Einar Torgersen Leif Erichsen Andreas Knudsen           | DNF       | 4         | 2         | 2         | 1         | 1         | —         | —         | 7     |
| Medalha de bronze | Noruega · Stella   | Henrik Agersborg Einar Berntsen Trygve Pedersen         | 1         | 1         | 4         | 4         | 4         | 4         | 1         | 1         | 10    |
| 4                 | Bélgica · Suzy     | Louis Depiere Raymond Bauwens Willy Valcke              | 3         | 3         | 3         | 3         | 3         | 3         | 2         | 2         | 11    |

### Regra de 1919
| Pos.             | Embarcação           | Tripulação                                         | 1ª regata | 1ª regata | 2ª regata | 2ª regata | 3ª regata | 3ª regata | Total |
| Pos.             | Embarcação           | Tripulação                                         | Pos.      | Pontos    | Pos.      | Pontos    | Pos.      | Pontos    | Total |
| ---------------- | -------------------- | -------------------------------------------------- | --------- | --------- | --------- | --------- | --------- | --------- | ----- |
| Medalha de ouro  | Noruega · Jo         | Andreas Brecke Paal Kaasen Ingolf Rød              | 1         | 1         | 1         | 1         | 2         | 2         | 4     |
| Medalha de prata | Bélgica · Tan-Fe-Pah | Léon Huybrechts Charles Van Den Bussche John Klotz | 2         | 2         | 2         | 2         | 1         | 1         | 5     |